# Алмоштер (Алваязери)
Алмоштер (порт. Almoster) — район (фрегезия) в Португалии, входит в округ Лейрия. Является составной частью муниципалитета Алвайазери. По старому административному делению входил в провинцию Бейра-Литорал. Входит в экономико-статистический субрегион Пиньял-Интериор-Норте, который входит в Центральный регион. Население составляет 791 человек на 2001 год. Занимает площадь 25,58 км².